# Mehmet I
Mehmet I Çelebi (osmanska:چلبی محمد), född 1381, död 26 maj 1421, var sultan av Osmanska riket mellan 1413 och 1421. Sedan mongolerna under Timur Lenk besegrat osmanerna år 1402 i slaget vid Ankara förde han ett långt inbördeskrig mot sina syskon som blev avgjort först år 1413. Han tillbringade det mesta av sin regeringstid med att återuppbygga riket. Han var sultan fram till sin död och efterträddes då av sin son Murad.

## Biografi
Mehmet I föddes år 1386 eller 1387. Han var den fjärde sonen till Beyazit I och föddes av en slavinna vid namn Devlet khatun. Han kallas "Kirişçi" på turkiska, vilket kommer från det grekiska ordet "krytsez", som betyder ung herre. Under den inbördeskrigstid som kallas Fetret, från 1402 till 1413, kontrollerade han Tokat, Amasya och Bursa i Anatolien medan hans bröder, Süleyman (1402–1411) och Mûsâ (1411–1413), kontrollerade Rumelien från Edirne. Han tog kontroll över Västra Anatolien och Bursa under 1403–1404 och 1410–1413 och lyckades förena två delar av Osmanska riket under sin regeringstid.
År 1399 skickades han som guvernör till den osmanska provinsen Rum, som tidigare hade varit en del av Eretna-dynastin och inkluderade städerna Amasya, Tokat, Sivas och Ankara. Han hade sex bröder: Ertuğrul (död 1400), Mustafa (fångad av Timur 1402 och fördes till Samarkand), Süleyman, Mûsâ, Îsâ och Kasım. När Timur fångade Mûsâ och hans far 1402, befann sig Kasım i palatset i Bursa. Süleyman, Îsâ, Mehmet och Mûsâ kämpade mot varandra för att erövra Bursa och Edirne, som var centrum för Rumelien och ansågs vara "dârüssaltana" ("Hovstaden" var en titel som användes för att hänvisa till huvudstaden i Rumeli, Edirne, som var centrum för den osmanska administrationen i Europa.) 
Under Timurs belägring av Izmir (2 december 1402–5 januari 1403) gavs Süleyman en yarlık (En "yarlık" var en fastighet som var tilldelad en person av högre rang av sultanen eller en annan hög tjänsteman i riket.") som bestämde hans herravälde över markerna på andra sidan av Bosporen. Mehmet, som kallades till Kütahya för att diskutera frågan, följde inte eller kunde inte följa ordern. Mehmets första aktivitet mot turkmenska herrar i regionerna Tokat och Amasya beskrivs i en legend som finns i vissa osmanska historier (Menakibname, Neşrî, II, 423-551). Det verkar finnas en överenskommelse som resulterade i att Mehmet godkände dessa herrars ägande av markerna i utbyte mot deras erkännande av hans överhöghet. När det osmanska centraliseringsarbetet återupprättades i framtiden kom frågan om arv och jordägande att bli en viktig fråga. De turkmener eller tatarer som kontrollerades av dessa lokala dynastier utgjorde en viktig styrka i Mehmets armé. Vid slaget mot Musa år 1413 hade han tatar- och turkmentrupper med sig.
Kara Devletshah, Kubad-oğlu, Mezid Beg och Tashan-familjen (se Esterâbâdî, s. 397 för ursprunget av denna familj) var lokala dynastier som accepterade Timurs överhöghet efter slaget vid Ankara och utmanade det osmanska styret. Mehmet accepterade också Timurs styre och legitimerade därmed sin överhöghet i Tokat och Amasya-regionen. Det kan ses att han stöddes av lärda och stadens ledare i sin kamp för att etablera sin auktoritet gentemot sina rivaler (Historia av Amasya, III, 157-198), medan lokala herrar inte hade någon prestige gentemot honom eller den legitimitet som en osmansk prins hade.

## Efter slaget vid Ankara
Efter Beyazit I:s nederlag i slaget vid Ankara och död, tog Mehmet I över som sultan och kämpade mot sina bröder i ungefär tio år. Efter denna kamp lyckades han till stor del återupprätta enheten i Anatolien.
Senare gick han över till Rumelien. Han marscherade mot Republiken Venedig som bröt mot avtalet från 1414. Den osmanska flottan på 30 fartyg, som inte var lika tekniskt skicklig som venetianer, besegrades. Men de fortsatte att störa venetianerna genom att göra snabba attacker mot de Egeiska öarna.
Genom förmedling av den bysantinska kejsaren blev det fred. Venedig betalade för den skada de orsakat och osmanerna gav Venedigs handelsskepp rätt att passera genom Dardanellerna. En kopia av det undertecknade avtalet togs till Venedig av ett osmanskt sändebud som välkomnades med en storslagen ceremoni. Detta var det första osmanska sändebudet som reste till Europa.
Sultan Mehmet I marscherade sedan mot Valakiet, som tidigare hade betalat en symbolisk skatt men nu var inblandade i en tronstrid. De ungersk-valakiska allierade styrkorna besegrades och osmanskt styre över Valakiet bekräftades.
Södra delen av Bosnien och Albanien erövrades av osmanerna. Bosnierna, bulgarerna och albanerna som var anhängare av Bogomil-rörelsen, som var nära islam, och tröttnade på ungersk-katolsk propaganda, började konvertera till islam.

## Falsk prins
Efter slaget vid Ankara hade Amir Timur tagit prins Mustafa, en av Beyazit I:s unga söner, som krigsfånge när han återvände till sitt hemland. År 1420 påstod någon att Shahzade (prins) Mustafa, som hade släppts fri av Shah Rukh, var prinsen och han ledde ett uppror i Rumelien. Prinsen fick stöd av härskarna i Valakiet och Aydınoğlu Cüneyt Bey. Han utropade sig själv till sultan och präglade till och med mynt. Han lyckades övertyga många människor, inklusive vissa härskare. Efter att ha förlorat flydde Mustafa till Thessalonikis fästning. Mehmet I krävde att han skulle överlämnas. Kejsaren ingrep och lovade att hålla honom som gisslan och inte släppa honom fri. Enligt osmanska historiker var han inte en prins utan en bedragare och kallades Mustafa den falska.

## Död och arv
Sultan Mehmet I avled vid 35 års ålder i Edirne år 1421, antingen av en hjärtattack eller dysenteri. Under sin sjukdom bad han att få träffa sin son Murad omedelbart och sa att han inte längre kunde komma ur sängen. Hans ord visar att han tänkte på sitt land och sitt folk även på sin dödsbädd. Efter Sultan Mehmet I:s död hölls hans bortgång hemlig för folket och armén i 41 dagar tills hans son Murad, som var guvernör i Amasya och 17 år gammal, kom och besteg tronen. Sultanens begravdes i en grav i Bursa som han själv hade byggt. "Den gröna gravplatsen" (yeşil türbe) är en byggnad som är en symbol för Bursa och ett vackert exempel på osmansk konst.
Vid sin död hade han återtagit det mesta av marken som hans far Beyazit I hade lämnat och Mehmet I efter sig ett land på 870 000 kvadratkilometer. Endast 72 000 kvadratkilometer saknades från de gamla gränserna före slaget vid Ankara. Han deltog personligen i 24 slag och fick nära 40 sår. Han tillbringade större delen av sin tid sjuk och dog i ung ålder. Uttalandet "Ingen annan än jag har lidit så mycket sedan min barndom" uttrycker hans lidande.

## Inte erövring utan fred
Sultan Mehmet I hade inte som mål att erövra utan att uppnå fred. Under hans tid fick osmanerna möjlighet att återhämta sig efter det tioåriga inbördeskriget i Anatolien och Rumelien. Efter hans tid rådde fred i riket, och han lyckades avskaffa den skräckinjagande atmosfären som skapats av hans rivaler och gjorde alla till sina vänner. Han var en medkännande och extremt mild person, som i europeiska termer kallades en "riddare". Han etablerade vänliga och intima relationer med sina vesirer och lärda. När hans lärare Bayezid pascha, som var hans lärare under hans prinstid, besteg tronen, utnämnde han honom till storvesir och avsatte honom inte förrän efter hans död.